# Gerardo de Cremona
Gerardo de Cremona (Cremona, Itália, cerca de 1114 - 1187) foi um escritor.

## Biografia
Uma breve biografia contendo uma lista com 71 obras traduzidas, com comentários de Ali ibn Ridwan foi encontrada em cópias de Tegni, de Galeno, traduzidas por Gerardo.
A data na qual Gerardo deslocou-se de Cremona para Toledo é incerta, julga-se que terminou os seus estudos nas escolas latinas antes de ir para Toledo (~1144), onde permaneceu cerca de 43 anos. Gerardo de Cremona residiu quase toda a sua vida em Toledo, onde se dedicou ao ensino na Universidade. No decorrer do seu percurso académico Gerardo deparou-se uma literatura em latim deficiente ou com obras escritas em árabe, pelo que se dedicou a aprender árabe de forma a puder traduzir as grandes obras.

## Realizações
Gerardo de Cremona traduziu obras de várias áreas do saber, incluindo 24 de medicina. Entre os autores médicos traduzidos encontram-se Galeno, Hipócrates, Israili, Rasis, Uafide, Serapião, Abulcasis, Alquindi e Avicena, tornando-os acessíveis na Europa Ocidental. Depois da morte de Cremona o trabalho de tradução foi continuado por vários dos seus colaboradores e discípulos. O período de ouro das traduções do árabe para o latim terminou em meados do séc. XIII.
Nas suas traduções Gerardo recorreu à comparação entre os originais árabes com as cópias latinas inicialmente traduzidas. Pareceu ponderar ambas, reconstruindo passagens omitidas nas traduções iniciais utilizando vocabulário mais adequado à linguagem científica latina. As suas traduções caracterizavam-se pela proximidade com as obras árabes originais, preservação da construção gramatical árabe, possibilitando-lhe um vasto conhecimento devido ao contacto directo com as obras antigas.
Segundo as listas disponíveis de obras traduzidas (Wustenfeld e Sarton), Gerardo de Cremona traduziu sobre lógica, Analytica posteriora, de Aristóteles e De syllogismo, de Alfarábi, geometria, matemática, óptica, dinâmica, De mensura circuli, de Arquimedes, De proporcione et proportionalitate, de Amade ibne Iúçufe, sobre astronomia, Almageste de Ptolemy e De astonomia libri, de Jabir ibn Aflah (Geber.) Traduziu também em áreas como filosofia, De naturali auditu (Physica) de Aristóteles e De intellectu, de Alquindi, Canon, de ibn Sina (Avicena), de alquimia como Liber divinitatis de LXX, de Jabir ibne Haiane, de medicina De elementis, Expositiones super librum Ypocratis de regimine acutarum agritudinum, De complexionibus, De malicia complexiones diverse, De simplicique o medicina, De creticis diebus, De expositione libri Ypocratis in pronosticatione, de Galeno, De elementis e Liber diffinitionum de Ixaque Alisraili, Liber Almansorius e Antidotarium de Rasis, Liber veritatis Ypocratis, pseudo-Hipócrates, De gradibus, de Alquindi, entre outros grandes autores.
Há ainda muita incerteza acerca do número, valor e mesmo existência de trabalhos originais desenvolvidos por Gerardo de Cremona. Contudo muito pouco pode ser acrescentado da qualidade das traduções efectuadas, levando em consideração que o método de transmissão do conhecimento baseava-se em manuscritos copiados manualmente, pois a introdução da impressão foi muito posterior.